# Randagi (singolo)
Randagi è un singolo del cantautore italiano Holden, pubblicato il 30 aprile 2024 come quarto estratto dal secondo EP Joseph.

## Descrizione
Il brano, scritto dallo stesso cantautore con Alessandro La Cava, Daniele Fossatelli e Vincenzo Centrella, è prodotto dallo stesso Holden con Emyk e Kyv.

## Promozione
Il brano è stato presentato in anteprima nel corso della ventitreesima edizione del talent show Amici di Maria De Filippi.

## Tracce
Testi e musiche di Joseph Carta, Alessandro La Cava, Daniele Fossatelli e Vincenzo Centrella.
1. Randagi – 3:17